# Secte de Wudang
La secte du Wudang, ou clan du Wudang (chinois simplifié: 武当派; chinois traditionnel: 武當派; pinyin: wǔdāng paì), est une organisation fictive, souvent présentée dans la littérature et le cinéma wuxia. 

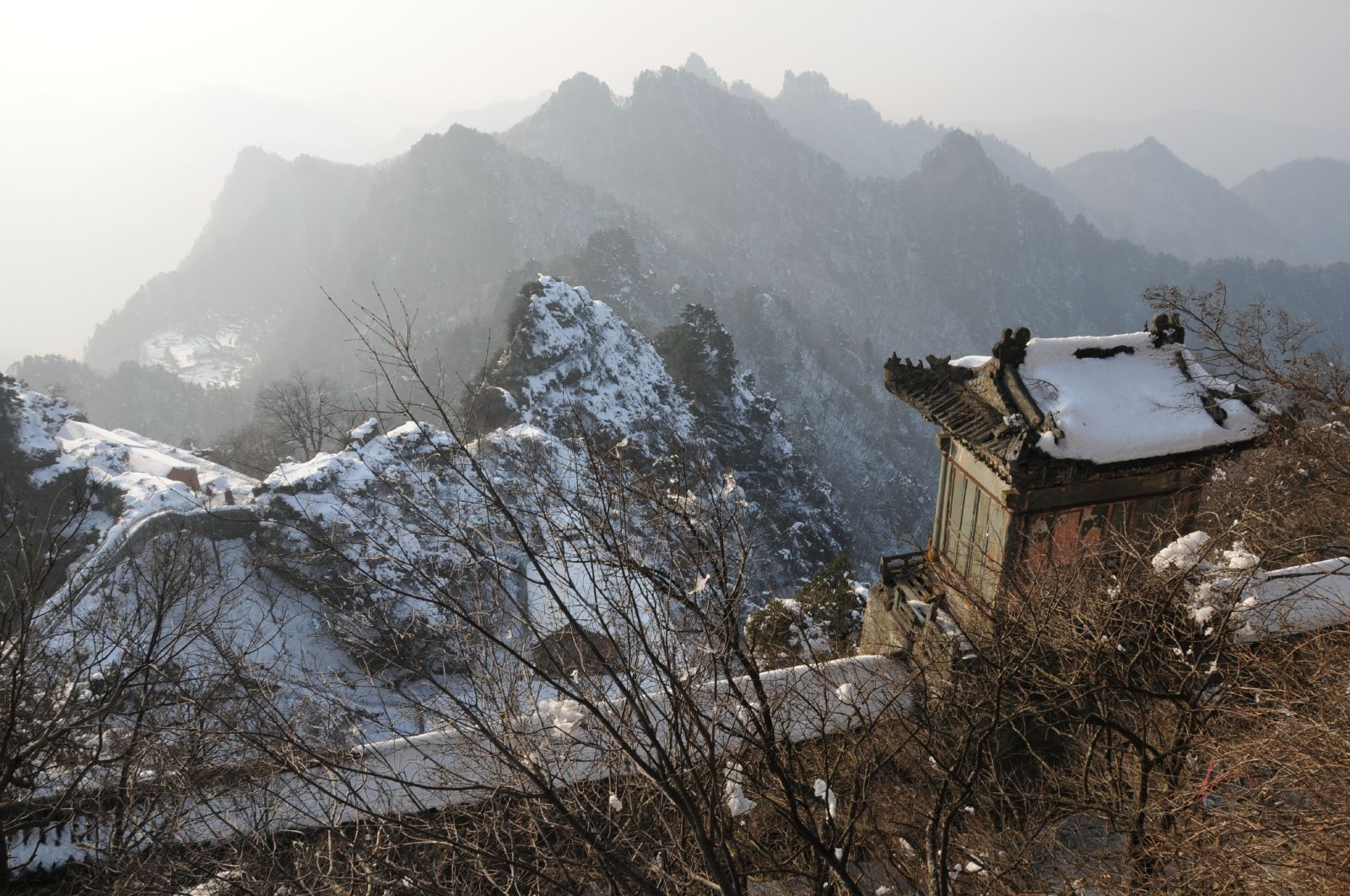
Montagnes Wudang.

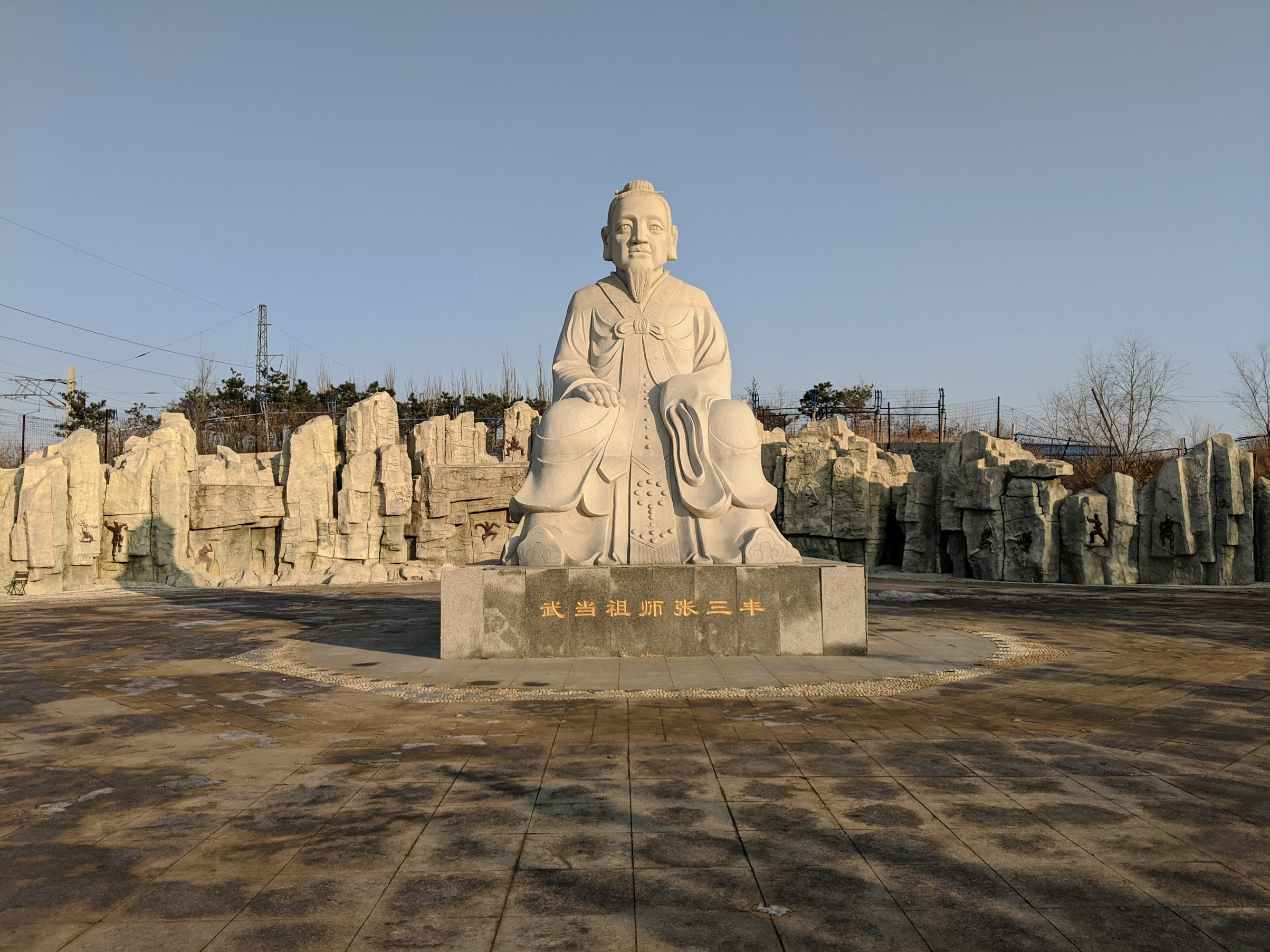
Zhang Sanfeng.

Cette organisation est liée aux Monts Wudang. Son fondateur est Zhang Sanfeng. Elle est souvent présentée comme l'une des principales sectes "orthodoxes" du monde des arts martiaux (wǔ lín).